# FK Jelgava
FK Jelgava var en fotbollsklubb i Lettland i Jelgava.

## Historia
Klubben grundades 2004 och upplöst 2021. 

## Meriter
Lettiska cupen (4)2009–10, 2013–14, 2014–15 och 2015–16.

## Placering tidigare säsonger
| Säsong | Nivå | Liga       | Placering | Referens | Notering                 |
| ------ | ---- | ---------- | --------- | -------- | ------------------------ |
| 2004   | 2    | Pirma liga | 11        | [ 2 ]    |                          |
| 2005   | 2    | Pirma liga | 11        | [ 3 ]    |                          |
| 2006   | 2    | Pirma liga | 9         | [ 4 ]    |                          |
| 2007   | 2    | Pirma liga | 5         | [ 5 ]    |                          |
| 2008   | 2    | Pirma liga | 4         | [ 6 ]    |                          |
| 2009   | 2    | Pirma liga | 1         | [ 7 ]    | Uppflyttad till Virsliga |
| 2010   | 1    | Virsliga   | 6         | [ 8 ]    |                          |
| 2011   | 1    | Virsliga   | 6         | [ 9 ]    |                          |
| 2012   | 1    | Virsliga   | 7         | [ 10 ]   |                          |
| 2013   | 1    | Virsliga   | 8         | [ 11 ]   |                          |
| 2014   | 1    | Virsliga   | 3         | [ 12 ]   |                          |
| 2015   | 1    | Virsliga   | 4         | [ 13 ]   |                          |
| 2016   | 1    | Virsliga   | 2         | [ 14 ]   |                          |
| 2017   | 1    | Virsliga   | 6         | [ 15 ]   |                          |
| 2018   | 1    | Virsliga   | 6         | [ 16 ]   |                          |
| 2019   | 1    | Virsliga   | 7         | [ 17 ]   |                          |
| 2020   | 1    | Virsliga   | 7         | [ 18 ]   |                          |
| 2021   | x    | x          | x         | [ 19 ]   | Upplöst                  |

## Kända spelare
- Aleksandrs Cauņa (2020)